# Imagen milagrosa
Una imagen milagrosa es en la iglesia católica y la iglesia ortodoxa una imagen conectada con devoción y veneración especial.
|                                   |
| Virgen del Perpetuo Socorro, Roma |

|                             |
| Virgen Negra de Częstochowa |

|                                       |
| Nuestra Señora de Guadalupe de México |

|                                            |
| Nuestra Señora de las Lágrimas de Campinas |

|                      |
| Virgen de Walsingham |